# Mythicomyiidae
Mythicomyiidae Zaitzev, 1991, è una famiglia di Insetti dell'ordine dei Ditteri (Brachycera: Asiloidea), comprendente circa 350 specie.

## Descrizione
Gli adulti sono insetti di piccole dimensioni, con corpo lungo al massimo 5 mm. Morfologicamente affini ai Bombyliidae, differiscono da questi per il tegumento glabro e per alcuni caratteri morfologici, fra cui spicca l'assenza della biforcazione R4+5 nella nervatura alare.
Il capo ha antenne di tipo aristato, con il terzo antennomero più lungo dello scapo e del pedicello messi insieme e portante uno stilo composto da due segmenti. L'apparato boccale ha palpi mascellari rudimentali o del tutto assenti. Il torace è spesso fortemente gibboso e le ali sono relativamente larghe, con regione anale ben sviluppata; in fase di riposo, sono ripiegate orizzontalmente sull'addome. L'addome dei maschi ha una spaccatura dorsale sull'epandrio e l'ipandrio ben sviluppato, quello delle femmine ha i cerci e il margine posteriore del nono urotergo coperti da peli.
La nervatura alare ha una struttura più semplice rispetto a quella dei Bombyliidae. La costa si estende per tutto il margine e la subcosta è generalmente breve, talvolta incompleta (Empidideicus, Glabellula). La radio presenta nella struttura e nella morfologia i caratteri fondamentali ai fini sistematici. Nella maggior parte della famiglia sono presenti tre rami della radio per assenza di entrambe le biforcazioni di secondo ordine del settore radiale; questi rami sono R1, R2+3 e R4+5 (o R5 secondo un'altra interpretazione). Gli elementi differenziali più importanti sono i seguenti:
- Negli Empidideicinae, il ramo R2+3 scompare del tutto e il sistema radiale si riduce a due sole ramificazioni, il ramo anteriore (R1) e il settore radiale (Rs).
- Nei Mythicomyiinae, i più rappresentativi per numero di specie, nei Glabellulinae e nei Leylaiyinae, il ramo R2+3 è breve, ha una disposizione fortemente obliqua in avanti e confluisce su R1, chiudendo la cellula marginale (r1).
- Nei Platypyginae, negli Psiloderoidinae, il ramo R2+3 ha una disposizione longitudinale e termina sul margine costale, più o meno distante da R1, lasciando comunque aperta la cellula marginale.

La ramificazione posteriore del settore radiale subisce una leggera curvatura all'indietro e si identificherebbe con il ramo R5: nei Bombilidi, infatti, questo ramo si separa dalla biforcazione R4+5 dirigendosi posteriormente, mentre R4 si dirige, con un percorso sinuoso, in avanti. L'assenza della biforcazione R4+5, per la scomparsa di R4 o per la coalescenza di questa con R5, pur essendo un carattere presente anche in altri Brachiceri inferiori, nell'ambito degli Asiloidea si riscontra esclusivamente nei Mythicomyiidae e rappresenta il principale elemento che differenzia questa famiglia dai Bombilidi e dagli Hilarimorphidae.
La media si suddivide in tre ramificazioni, per assenza di M3 come avviene nelle famiglie affini (Bombyliidae e Hilarimorphidae). Come negli Hilarimorphidae, manca la cellula discale, presente invece nei Bombilidi. Nei Mythicomyiinae e nelle sottofamiglie affini, tuttavia, la seconda basale può assumere una conformazione tale da apparire come una cellula discale. Nel genere Empidideicus, la base della media è appena accennata, mostrando in apparenza un'unica cellula basale.
La cubito e l'anale, infine, confluiscono direttamente sul margine senza intersecarsi, perciò delimitano una cellula cup aperta, come avviene anche in alcuni Bombilidi. Nei Mythicomyiidae, in definitiva, le cellule chiuse si riducono alle sole cellule basali (br e bm) a cui si aggiunge, in caso di confluenza di R2+3 su R1, la marginale.
| Tipo Cyrtosia: Rs biforcata, R2+3 confluente sul margine, cellula marginale aperta. | Tipo Empidideicus: Rs indivisa. |
| Tipo Glabellula: Rs biforcata, R2+3 confluente su R1, cellula marginale chiusa.     | Schemi delle nervature alari maggiormente ricorrenti. Nervature longitudinali: C: costa; Sc: subcosta; R: radio; M: media; Cu: cubito; A: anale. Nervature trasversali: h: omerale; r-m: radio-mediale; m-cu: medio-cubitale. Cellule: br: 1ª basale; bm: 2ª basale; r1: marginale; cup: cellula cup. |

## Biologia
Come per altre famiglie di Asiloidea, ivi compresi i Bombyliidae, l'habitat preferito dei Mythicomyiidae è rappresentato da ambienti aridi o semiaridi, come le steppe e i deserti. Gli adulti sono nettarivori. La biologia degli stadi preimmaginali è quasi sconosciuta, ma le poche informazioni certe indicano un'affinità etologica con i Bombilidi. Le larve hanno presumibilmente un regime dietetico zoofago a spese di altri insetti: esemplari di larve di Mythicomyia sono segnalati in associazione con ortotteri, lepidotteri nottuidi, imenotteri vespoidei; Glabellula comprende forme mirmecofile associate ai formicai; Psiloderoides forme predatrici oofaghe a spese di ortotteri.

## Sistematica e filogenesi
I Mythicomyiidae sono stati classificati, per lungo tempo, all'interno della famiglia dei Bombyliidae. La collocazione sistematica fra le sottofamiglie dei Bombyliidae ricorreva secondo tre differenti posizioni:
- tre distinte sottofamiglie: Cyrtosiinae, Platypyginae e Mythicomyiinae;
- due distinte sottofamiglie: Cyrtosiinae sensu lato (compreso il genere Platypygus) e Mythicomyiinae;
- un'unica sottofamiglia: Mythicomyiinae sensu lato.

ZAITZEV (1991) ha elevato i Mythicomyiinae sensu lato al rango di famiglia e sotto l'aspetto filogenetico inquadra il taxon in una linea correlata al resto degli altri Bombyliidae sensu lato. La separazione dei Mythicomyiidae è stata in seguito supportata da altri Autori, ma, a distanza di 10-15 anni, diverse fonti, anche se non proprio recenti, trattano ancora questo raggruppamento all'interno dei Bombyliidae, perciò non c'è una piena condivisione in merito allo scorporo dai Bombyliidae.
La suddivisione interna riprende in parte la separazione tassonomica che esisteva fra Cyrtosiinae e Mythicomyiinae, con ulteriori scorpori riguardanti entrambi i gruppi di generi. EVENHUIS (2002) ha riordinato la sistematica interna definendo la distribuzione, la ridenominazione, le sinonimie e i nomina nuda: 
- Empidideicinae. Generi: 
  - Empidideicus
  - Paraconsors
- Glabellulinae. Generi: 
  - Dolipteryx
  - Glabellula
  - Glella
  - Mnemomyia
- Leylaiyinae. Generi: 
  - Leylaiya
  - Pseudoglabellula
- Mythicomyiinae. Generi
  - Mymentheles
  - Mythicomyia
  - Nexus
  - Pieza
  - Reissa
- Platypyginae. Generi: 
  - Ahessia
  - Cephalodromia
  - Cyrtisiopsis
  - Cyrtosia
  - Platypygus
- Psiloderoidinae. Generi: 
  - Acridophagus
  - Onchopelma
  - Psiloderoides
- Incertae sedis. Generi:
- Hesychastes

Ai 22 generi sopra elencati si aggiungono altri quattro comprendenti solo specie fossili: Palaeoplatypygus, Procyrtosia, Proplatypygus e Carmenelectra. Si conoscono oltre 10 specie di Mythicomyiidae fossili, in gran parte risalenti al Cenozoico. Due specie risalgono invece al Mesozoico: Procyrtosia sukatshevae, datata al Cretaceo superiore, e Palaeoplatypygus zaitzevi, datata al Giurassico medio.

## Distribuzione
Pur avendo un numero limitato di specie, la famiglia dei Mythicomyiidae ha un'ampia distribuzione, con una maggiore concentrazione di specie nelle regioni temperate calde e in quelle subtropicali. La presenza della famiglia diminuisce nelle regioni tropicali e nelle regioni fredde, alle alte latitudini, i Mythicomyiidae sono quasi del tutto assenti.
I Mythicomyiidae sono presenti in tutte le regioni zoogeografiche della Terra, con circa metà delle specie segnalate nel Neartico, ma è rilevante anche il numero di specie presenti nel Paleartico e nella regione afrotropicale. Decisamente minore è la diffusione nelle altre regioni zoogeografiche, in particolare quelle dell'emisfero orientale (Indomalesia e Australasia).
In Europa sono presenti 30 specie appartenenti ai generi Cephalodromia, Cyrtisiopsis, Cyrtosia, Platypygus, Empidideicus e Glabellula. Circa un terzo di tali specie appartengono al genere Cyrtosia. La maggior parte dei Mythicomyiidae europei si concentra nelle Canarie, nelle regioni mediterranee e nel bacino del Mar Nero, con eventuali infiltrazioni negli stati meridionali dell'Europa centrale. Fa eccezione la specie Glabellula arctica, adattata a climi più freddi: questa specie è infatti diffusa in un ampio areale che si estende dall'Europa centrale (Paesi Bassi, Repubblica Ceca, Slovacchia) alla Danimarca, alla Scandinavia e alla Russia centro-settentrionale.
I sei generi europei sono tutti rappresentati anche in Italia, con 17 specie segnalate: sette specie in Cyrtosia, tre rispettivamente in Empidideicus e Platypygus, due in Glabellula e, infine, una specie rispettivamente in Cephalodromia e Cyrtisiopsis. In merito a queste ultime due, la checklist riporta i vecchi nomi Cyrtosia nitens e Platypygus melleus, rispettivamente sinonimi di Cephalodromia nitens e di Cyrtisiopsis melleus.